# Bobergs härad
Bobergs härad var ett härad i Östergötland. Området utgör numer en del av Mjölby kommun och en del av Motala kommun. Arealen mätte 383 km², varav land 342 och befolkningen uppgick 1920 till 9 082 invånare. Tingsställe var först Boberg, senare vid Lönsås kyrka och från 1691 Husbyfjöl (nuvarande Borensberg) där det var till 1907 då det flyttades till Motala. 
Bobergs härad nämns första gången 1352 då häradshövdingen i Bobergs härad, Bobergx hæraæth, Jønis (Johan) Siggason, utfärdade fastebrev på en egendom i Narveryd i Vallerstads socken. 1381, 1384 och 1385 är Nils Arvidsson häradshövding.

## Geografi
Bobergs härads område ligger på båda sidor om Motala ström samt sjöarna Boren och Norrbysjön. 
Den södra delen av häradsområdet tillhör Östgötaslätten som är en silurslätt. Häradsområdets norra del går norr om Motala ström med tvära branter upp mot norra Östergötlands skogs- och bergsbygd och gränsar i norr mot Finspånga läns härad.
Motala ström följs av Göta kanal.
Bland egendomar nämndes år 1924 Olivehult, Kungs Norrby samt Ulvåsa. Det fanns förr en järnvägslinje Mellersta Östergötlands Järnväg, vars sträckning var  Linköping - Fornåsa - Motala - Vadstena med sidobana till Borensberg.

### Socknar
Bobergs härad omfattade följande socknar:
I Motala kommun
- Brunneby socken (före 1890 även del i Gullbergs härad)
- Klockrike socken
- Älvestads socken
- Fornåsa socken
- Lönsås socken
- Ekebyborna socken (före 1890 även del i Aska härad)
- Kristbergs socken (före 1893 även delar i Aska härad, Gullbergs härad och Finspångaläns härad)

I Mjölby kommun
- Vallerstads socken
- Skeppsås socken

## Län, fögderier, tingslag, domsagor och tingsrätter
Socknarna ingick i Östergötlands län. Församlingarna tillhör(de) Linköpings stift.
Häradets socknar hörde till följande fögderier:
- 1720-1899 Gullbergs, Bobergs och Valkebo fögderi
- 1900-1917 Aska, Dals och Bobergs fögderi
- 1918-1945 och 1967-1990 Motala fögderi, dock ej från 1967 för Skeppsås, Vallerstads socknar
- 1946-1966 Vadstena fögderi, bara från 1952 för Ekebyborna och Kristbergs socknar
- 1967-1990 Mjölby fögderi för Skeppsås och Vallerstads socknar

Häradets socknar tillhörde följande tingslag, domsagor och tingsrätter:
- 1680-1907 (31 augusti) Bobergs tingslag i  
  - 1680-1761 Bobergs, Gullbergs, Bråbo och Finspånga läns häraders domsaga
  - 1762-1791 Bobergs och Gullbergs häraders domsaga
  - 1792-1849 Bobergs, Gullbergs, Bråbo och Finspånga läns häraders domsaga
  - 1850-1907 Aska, Dals och Bobergs domsaga
- 1 september 1907-1970 Aska, Dals och Bobergs tingslag i Aska, Dals och Bobergs domsaga

- 1971-2002 Motala tingsrätt och domsaga för socknarna i Motala kommun
- 1971-2002 Mjölby tingsrätt och domsaga för socknarna i Mjölby kommun
- 2002- Linköpings tingsrätt och domsaga

## Häradshövdingar
| Ämbetstid | Namn                                          | Levandsperiod |
| --------- | --------------------------------------------- | ------------- |
| 1352–1353 | Jöns Siggesson (tre strålar)                  |               |
| 1381–1395 | Nils Arvidsson (schack)                       |               |
| 1399      | Bengt Magnusson (kluven sköld med halv lilja) |               |
| 1408–1424 | Ficke von Vitzen                              |               |
| 1438–1458 | Karl Nilsson (Schack)                         |               |
| 1461–1489 | Lars Pedersson                                |               |
| 1499      | Knut Ulfsson (Soop)                           |               |
| 1534–     | Peder Andersson                               |               |
| 1553–     | Jöns Olofsson                                 |               |
| 1559–     | Esbjörn Pedersson (Lilliehöök)                |               |
| 1568–1576 | Per Jönsson skrivare                          |               |
| 1578–1594 | Palne Eriksson Rosenstråle                    |               |
| 1595–1598 | Johan Gyllenstierna                           |               |
| 1600      | Jöns Snakenborg                               |               |
| 1604–1607 | Sven Eketrä                                   |               |
| 1613–1618 | Tyge Gyllencreutz                             |               |
| 1680-1689 | Anders Westeman                               | 1652–1705     |
| 1689-1705 | Johan Aswer                                   | 1654–1705     |
| 1705-1716 | Anders Fägerstierna                           |               |
| 1716-1721 | Lars Sandberg                                 | 1681–1721     |
| 1721-1742 | Gustaf Adolf Lagerfelt                        | 1693–1769     |
| 1742-1751 | Anders Ahlgren                                |               |
| 1752-1778 | Samuel Uggla                                  |               |
| 1778-1792 | Elof Wetterman                                |               |
| 1781-1795 | Per Adolf Blidberg                            | 1747–1826     |
| 1795-1839 | Per Aschan                                    | 1764–1839     |
| 1840-1849 | Paul Gustaf Norin                             | 1780–1849     |
| 1850-1854 | Carl Gustaf Bolin                             | 1779–1854     |
| 1855-1872 | Carl Oskar Modig                              | 1811–1872     |
| 1872-1881 | Carl Gustaf Östlund                           | 1833–1900     |
| 1881-1909 | Otto Wijkmark                                 | 1841–1909     |
| 1909-1938 | Axel Fredrik Törner                           | 1868–1953     |
| 1938-1950 | Ragnar Seldén                                 | 1883–1955     |
| 1950-1968 | Otto Schell                                   | 1901–1987     |
| 1968-1970 | Bertil Adéll                                  | 1914–1983     |

## Namnet och de tidiga tingsställena
Bobergs härad är uppkallat efter gården och byn Boberg i Fornåsa socken, strax söder om kyrkbyn Fornåsa längs vägen mellan Skänninge och Borensberg. Boberg (Bobiærgh) nämns första gången 22 september 1250 i samband med att kung Valdemar där utfärdade en kungörelse som fritog nunneklostret i Vreta från kunglig påbörd. Den 6 juli 1381 utfärdades i Boberg av häradshövding Nils Arvidsson ett intyg undertecknat av tolv fastar. Boberg anges som "rätt tingsställe" ("i Boberghæ aa rættum thingxstat") i ett fastebrev 5 oktober 1384. Även 27 juni 1414 och 25 oktober 1424 är Boberg utfärdandeort (Erik Dansson var "häradsdomhavande" i Bobergs härad vid båda tillfällena). Den 5 juli 1441 och 1472 var beteckningen "Bobergs ting". Boberg var således häradets första tingställe. Den 17 november 1507 utfärdade häradshövding Måns Ulfsson ett fastebrev och då var Lönsås utfärdandeort. Ännu 1676 sammanträdde häradsrätten i Lönsås, men sedan flyttade tingsplatsen snart till Husbyfjöl. Av en sammanställning som ortnamnsforskaren Thorsten Andersson gjort i sin doktorsavhandling Svenska häradsnamn framgår följande tidiga tingsplatser i Bobergs härad:
- A. Kända genom medeltida diplom:
- Boberg 1381-1414
- Klockrike 1424 (tillfällig tingsplats)
- Boberg 1441
- Lönsås 1507 (eller 1517)
- B. Kända enligt häradets domböcker:
- Lönsås 1601-1691
- Husbyfjöl 1691-